# Joachim Sadrozinski
Joachim Sadrozinski (* 20. September 1907 in Tilsit; † 29. September 1944 in Berlin-Plötzensee) war ein deutscher Oberstleutnant im Generalstab und Widerstandskämpfer des 20. Juli 1944.

## Leben
Joachim Sadrozinski wählte 1926 die militärische Laufbahn bei der Reichswehr als Berufsoffizier.
Nach dem Besuch der Kriegsakademie ab Mai 1939 in Berlin folgten im Zweiten Weltkrieg einige Einsätze an der Front.
Aufgrund einer Verwundung wurde Sadrozinski im Juni 1944 zum Oberkommando des Heeres abgeordnet. Der Oberstleutnant im Generalstab war dort Gruppenleiter beim Befehlshaber des Ersatzheeres Generaloberst Friedrich Fromm und Abwesenheitsvertreter des Stabschefs Oberst Claus Schenk Graf von Stauffenberg.
Am 20. Juli 1944 unterstützte Sadrozinski Stauffenberg, indem er beispielsweise die Befehle für das Unternehmen Walküre an die Wehrkreise verschickte. In diesen wurde Hitler für tot erklärt und die Verhaftung zentraler Personen der SS, dem SD, der Gestapo und der NSDAP befohlen.
Nach der Niederschlagung des Umsturzversuches wurde Sadrozinski verhaftet und durch den am 2. August 1944 gebildeten Ehrenhof aus der Wehrmacht unehrenhaft ausgestoßen, so dass das Reichskriegsgericht für die Aburteilung nicht mehr zuständig war. Am 21. August 1944 wurde er vom Volksgerichtshof unter dessen Präsidenten Roland Freisler zum Tode verurteilt und am 29. September 1944 in Plötzensee erhängt.